# Joal-Fadiouth

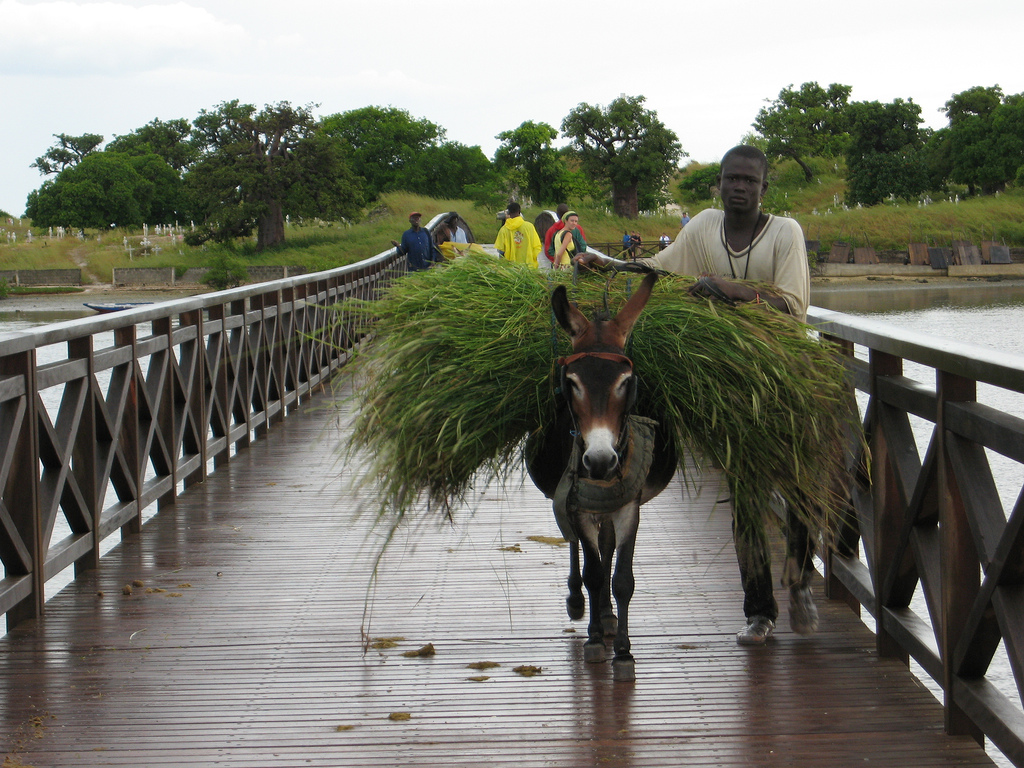
Przeprawa przez most łączący Joal z wyspą Fadiouth

Joal-Fadiouth albo Joal-Fadiout – dwie bliźniacze miejscowości w zachodnim Senegalu, w regionie administracyjnym Thies, na atlantyckim wybrzeżu Petite Côte. Joal położone jest na stałym lądzie, podczas gdy Fadiouth leży na małej wyspie połączonej ze stałym lądem długim, drewnianym mostem. Obie miejscowości są częstym celem zorganizowanych wycieczek turystycznych. Według danych szacunkowych na rok 2007 obie miejscowości liczą łącznie 39 406 mieszkańców.
Wyspa Fadiouth zbudowana jest całkowicie z nagromadzonych przez stulecia muszli ostryg i małży. Wioska Fadiout zajmuje całą powierzchnię wyspy. Najczęściej spotykanym budulcem są tu właśnie muszle – są one komponentami ścian budynków i wyściełają ulice. 
Mieszkańcy obu miejscowości odznaczają się dużą tolerancją religijną. Żyją tu obok siebie wspólnoty muzułmańskie i chrześcijańskie. W pobliżu wyspy Fadiouth położona jest kolejna wysepka z muszli, na której mieści się chrześcijański i muzułmański cmentarz.
Na stałym lądzie, w miejscowości Joal, zlokalizowane są pola uprawne oraz spichlerze z zapasami żywności dla mieszkańców. Dzięki temu zapasy te są bezpieczne w przypadku ewentualnego pożaru, który już raz strawił Fadiouth. 
Joal połączone jest asfaltową drogą z położonym bardziej na północ miastem Mbour.